# KRI Cakra
KRI Cakra (401) – indonezyjski okręt podwodny niemieckiego typu 209/1300, zbudowany w stoczni Howaldtswerke w Kilonii, przyjęty do służby w marynarce wojennej 19 marca 1981 roku.

## Zamówienie i budowa
W połowie lat 70 XX wieku Indonezja postanowiła zmodernizować swoją flotę podwodną, która dotąd składała się z przestarzałych już okrętów radzieckiego projektu 613. 2 kwietnia 1977 roku Indonezja zamówiła budowę w Niemczech Zachodnich dwóch nowoczesnych okrętów podwodnych 
„Cakra” i „Nanggala” eksportowego typu 209/1300. Umowę zawarto z konsorcjum tworzonym przez koncern Ferrostaal w Essen, stocznię Howaldtswerke (HDW) w Kilonii i biuro projektowe Ingenieurkontor Lübeck, które zaprojektowało okręty.
Stępkę pod budowę pierwszej jednostki „Cakra”, od której nazwy znany jest też typ, położono w stoczni HDW w Kilonii 25 listopada 1977 roku. Oba okręty wodowano tego samego dnia – 10 września 1980 roku. „Cakra” weszła do służby 19 marca 1981 roku. Otrzymała numer burtowy 401.

## Opis
Okręty typu 209/1300 mają wyporność nawodną 1306 ton i podwodną 1412 ton (odpowiednio 1285 i 1390 ton angielskich). Ich długość wynosi 59,5 m, szerokość 62,2 m, a zanurzenie kadłuba 5,4 m. Głębokość zanurzenia wynosi 240 m. Załoga składa się z 34 osób, w tym 6 oficerów.
Napęd stanowi silnik elektryczny Siemens o mocy ciągłej 4600 KM (3383 kW), poruszający pojedynczą śrubę. Prąd generują cztery silniki wysokoprężne MTU 12V 493 AZ80 GA31L o mocy ciągłej 2400 KM (1765 kW), sprzężone z czterema alternatorami Siemens o mocy 1700 kW. Napęd zapewnia prędkość maksymalną 11 węzłów na powierzchni, a 21,5 węzła pod wodą.
Uzbrojenie stanowi osiem wyrzutni torpedowych kalibru 533 mm na dziobie, z zapasem 14 torped AEG SUT Mod. 0, naprowadzanych przewodowo w trybie aktywnego poszukiwania celu lub pasywnego. Torpedy mają zasięg do 12 km (6,5 Mm) z prędkością 35 węzłów lub 28 km (15 Mm) z prędkością 23 węzłów, a ich głowica bojowa ma masę 250 kg.

## Służba
Okręt przeszedł remont w okresie 1986–1989 roku w macierzystej stoczni Howaldtswerke. Kolejny remont w Surabai wraz z wymianą baterii akumulatorów trwał od 1993 do kwietnia 1997 roku. Zmodernizowano też wówczas system strzelania torpedowego Sinbad. Ponowny remont połączony z modernizacją w koreańskiej stoczni DSME trwał od 2004 do 2005 roku.